# Terminalia eriostachya
Terminalia eriostachya är en tvåhjärtbladig växtart som beskrevs av Achille Richard. Terminalia eriostachya ingår i släktet Terminalia och familjen Combretaceae. Utöver nominatformen finns också underarten T. e. margaretiae.